# Anatemnus novaguineensis
Espèce
Synonymes
- Chelifer novaguineensis With, 1908
- Paratemnus insularis Beier, 1932
- Paratemnus histrionicus Chamberlin, 1934

Anatemnus novaguineensis est une espèce de pseudoscorpions de la famille des Atemnidae.

## Distribution
Cette espèce se rencontre en Indonésie, en Papouasie-Nouvelle-Guinée, aux Îles Salomon et en Nouvelle-Calédonie.

## Étymologie
Son nom d'espèce lui a été donné en référence au lieu de sa découverte, la Nouvelle-Guinée.

## Publication originale
- With, 1908 : Remarks on the Chelonethi. Videnskabelige Meddelelser fra Dansk Naturhistorisk Forening i Kjøbenhavn, sér. 6, vol. 10, p. 1-25 (texte intégral).